# ジャックマール＝アンドレ美術館
ジャックマール＝アンドレ美術館(ジャックマール＝アンドレびじゅつかん、Musée Jacquemart-André)は、パリにある美術館である。

## 沿革
1869年に銀行家で美術収集家のエドゥアール・アンドレとその妻であり画家のネリー・ジャックマールのために建てられた邸宅が美術館となっている。二人が収集したイタリア・ルネサンス、18世紀フランス、そしてオランダなどの絵画作品とともに、美術工芸品や家具、調度品等が展示されている。

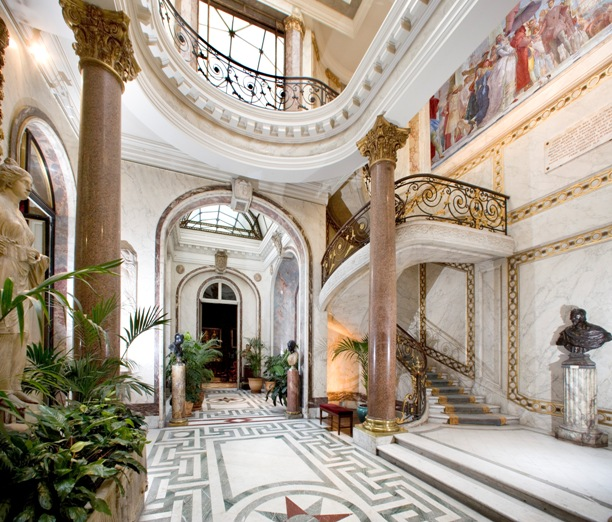
ジャックマール＝アンドレ美術館

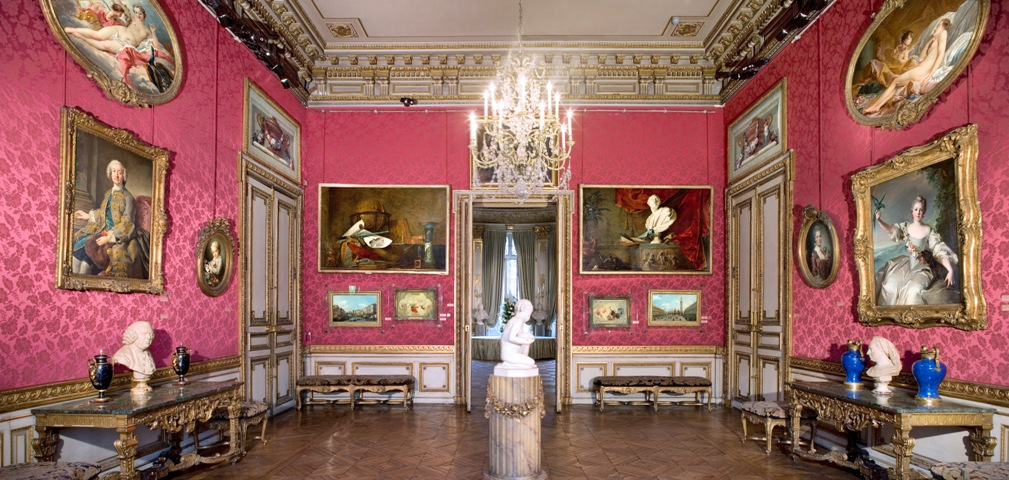
ジャックマール＝アンドレ美術館

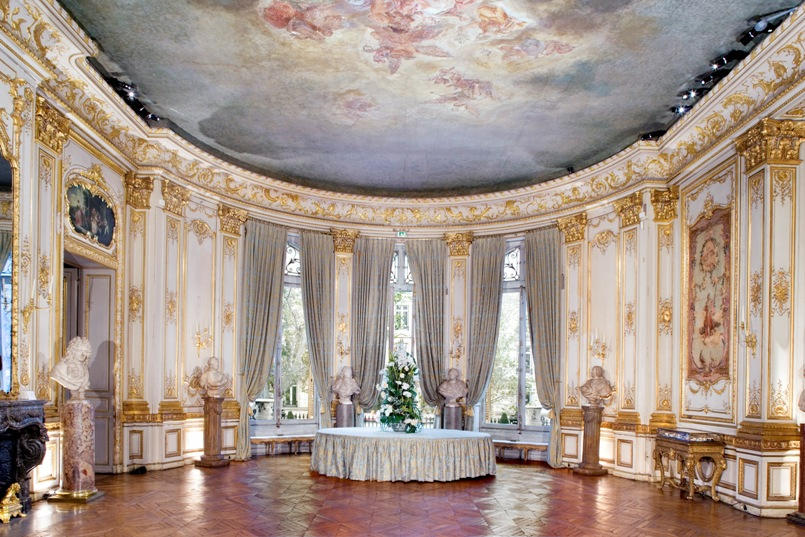
ジャックマール＝アンドレ美術館

## コレクション
絵画コレクションにはジャン・シメオン・シャルダン、ジョヴァンニ・バッティスタ・ティエポロ、ジャン・オノレ・フラゴナール、レンブラント、アンドレア・マンテーニャ、サンドロ・ボッティチェッリ、カナレット、アンソニー・ヴァン・ダイク等が含まれている。

### ギャラリー

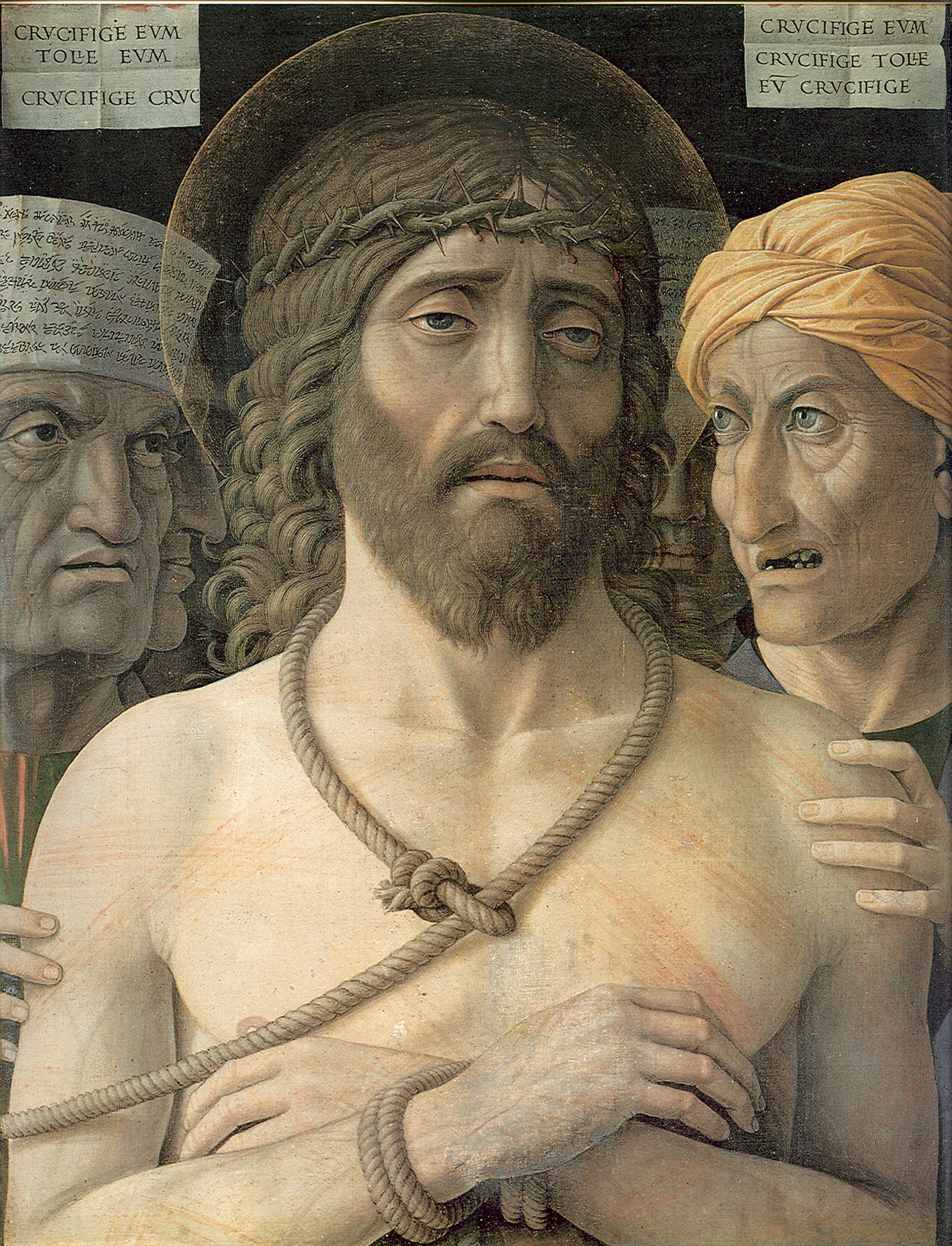
『この人を見よ』(1500年以前) アンドレア・マンテーニャ
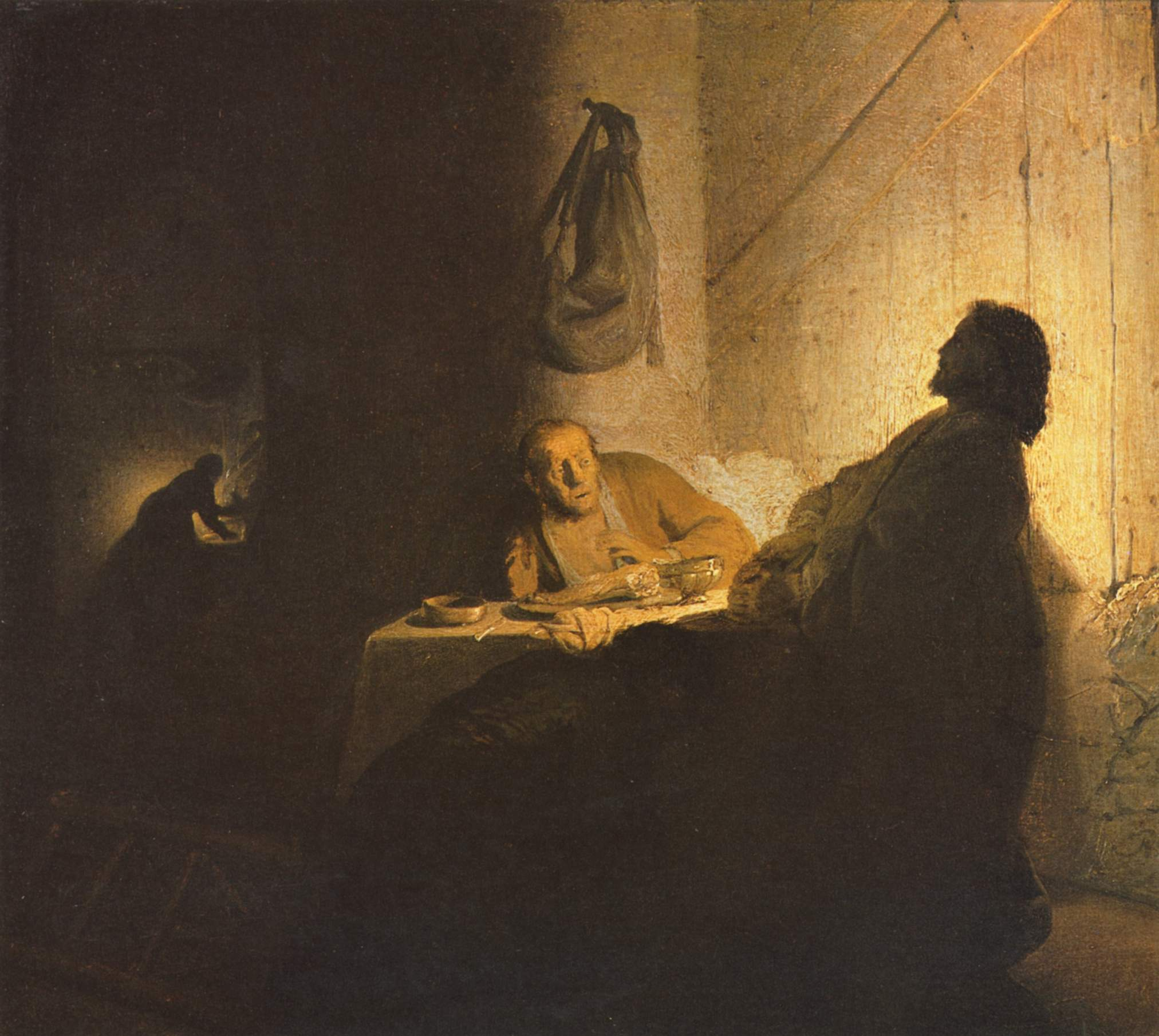
『エマオの晩餐』(1628年頃) レンブラント・ファン・レイン
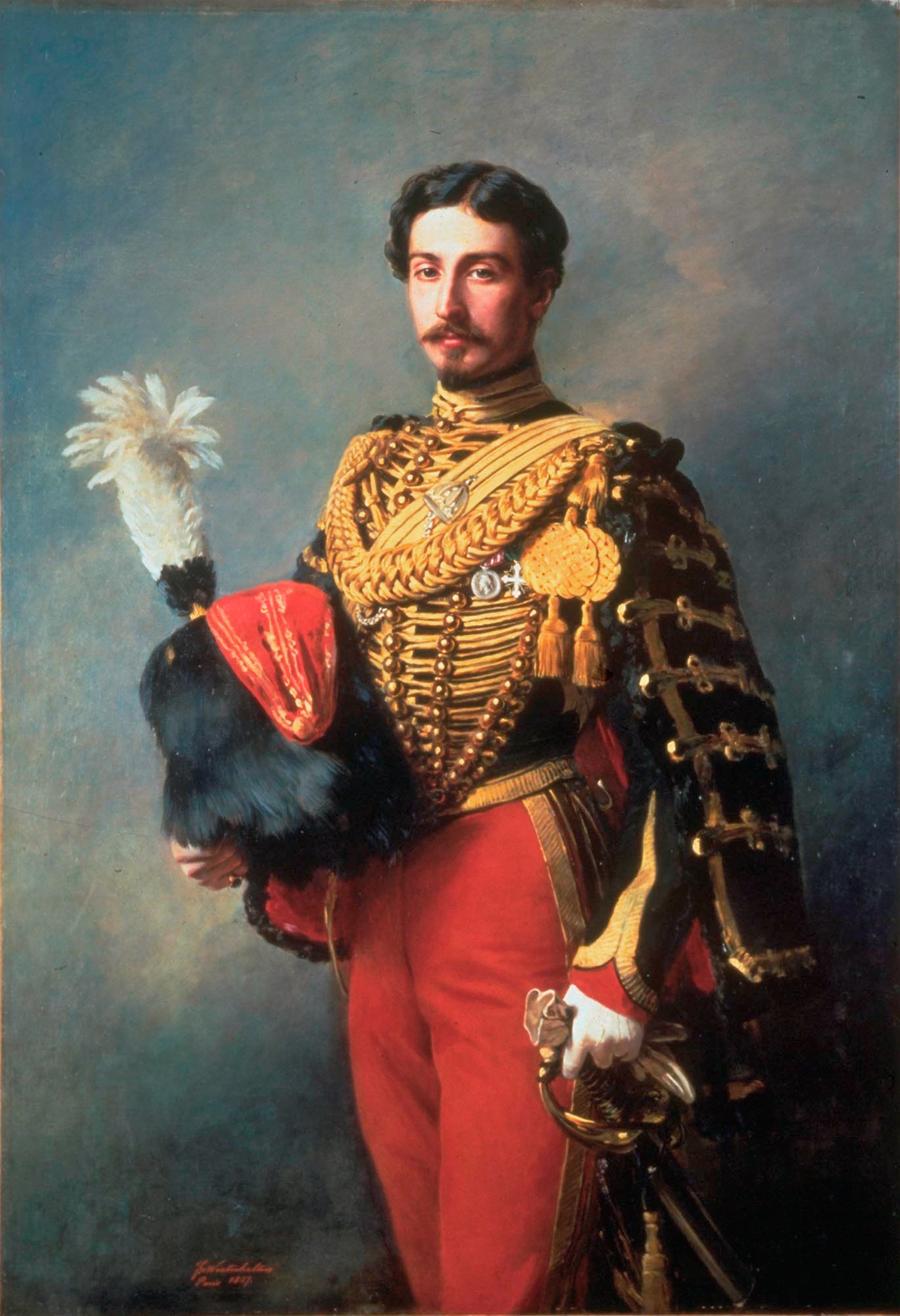
Portrait of Édouard André (1857年), フランツ・ヴィンターハルター
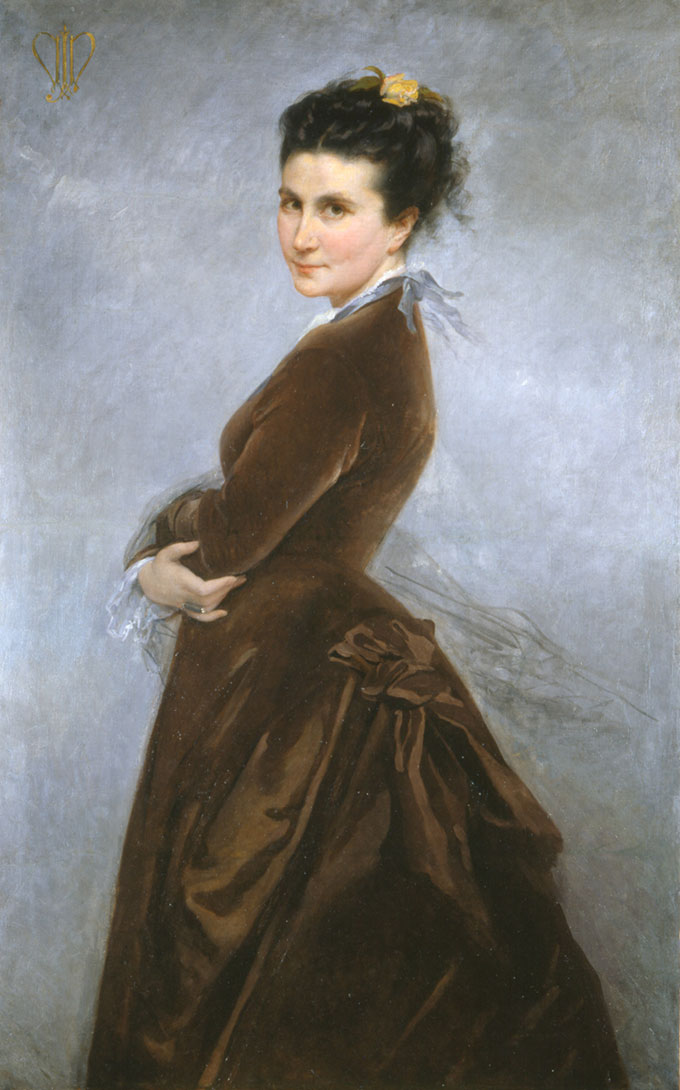
Self portrait Nelie Jacquemart-André (1880年)
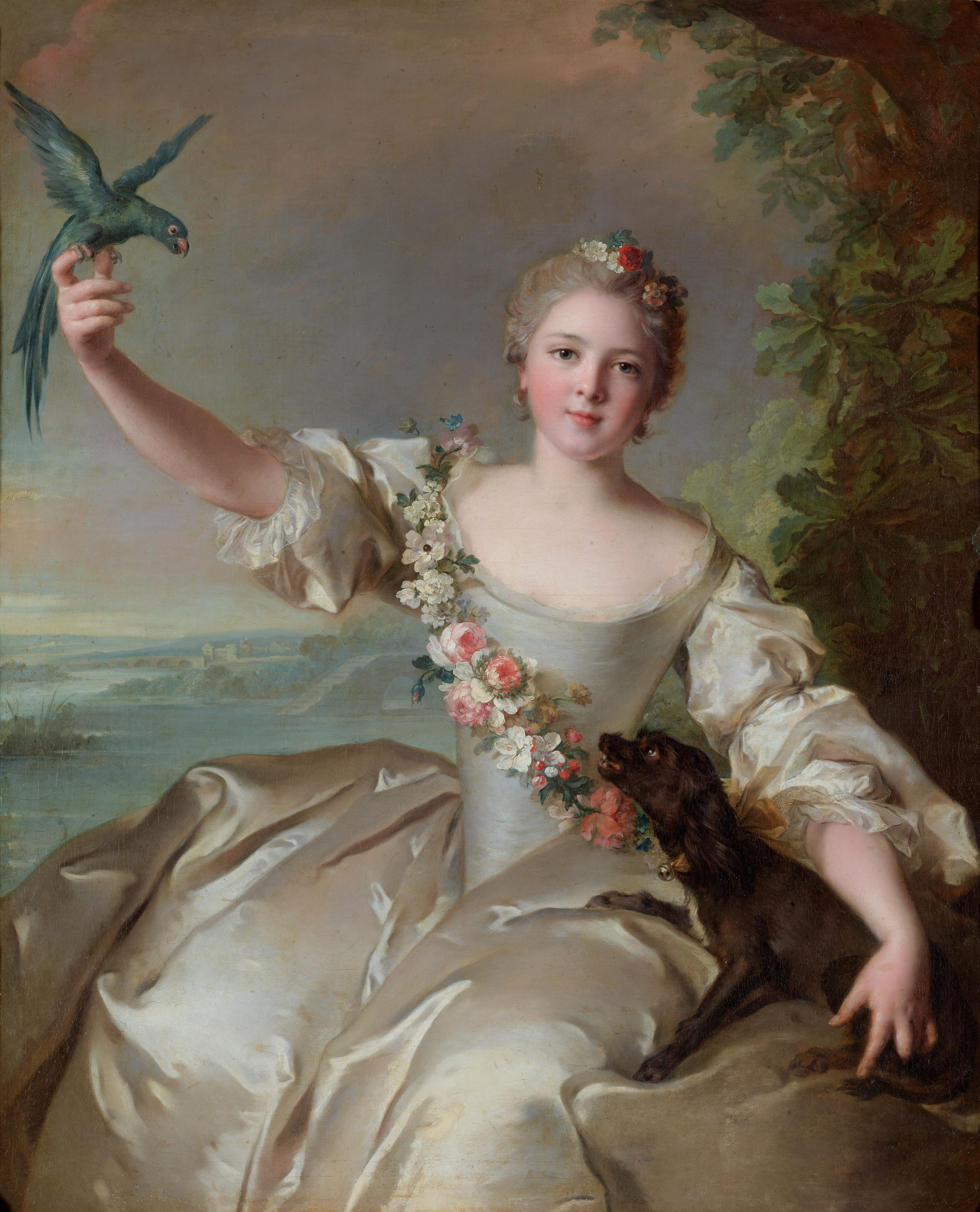
Portrait of Mathilde de Canisy, Marquise d'Antin, ジャン＝マルク・ナティエ (1738年Salonにて展示)